# Gerhard Cornelius von Walrave
Gerhard Cornelius von Walrave spesso citato anche come Walrawe o Walrabe, (Warendorf, 1692 circa – Magdeburgo, 16 gennaio 1773) è stato un militare e architetto tedesco, costruttore di fortezze.

## Biografia

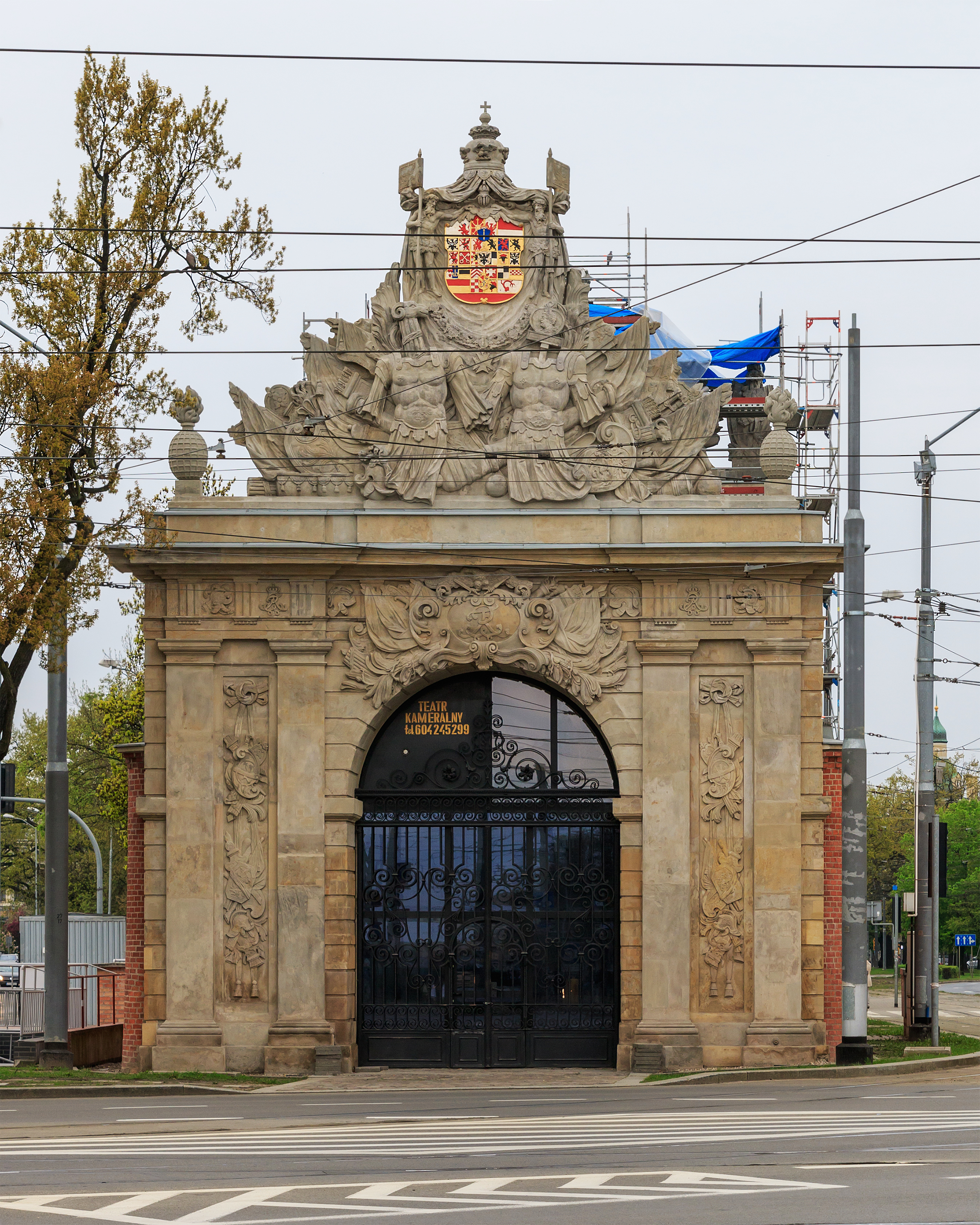
La Porta di Berlino a Stettino, opera di Walrave

Secondo il suo racconto, von Walrave nacque in Vestfalia nel 1692, figlio di un ufficiale al servizio olandese che prese parte all'assedio di Douai del 1712. Probabilmente iniziò il servizio militare in giovane età, inizialmente come ingegnere al servizio degli Stati generali dei Paesi Bassi, per sette anni, prima di unirsi ai servizi prussiani, come maggiore, su raccomandazione del principe Leopoldo I di Anhalt-Dessau. Poco si sa sulla sua formazione come ufficiale ingegnere; presumibilmente fu allievo del famoso Maximilian von Welsch, "il cui pensiero completamente nuovo (lui) trapiantò nella costruzione di fortezze prussiane sul Reno".
Walrave fece rapidamente carriera in Prussia. Il 7 agosto del 1722 fu promosso tenente colonnello. Nell'ottobre 1724, lui e suo cugino Friedrich Wilhelm, furono insigniti della nobiltà prussiana. Il 21 marzo 1729 il re Federico Guglielmo I gli diede il comando e la supervisione speciale del corpo degli ingegneri. Una carica che gli conferiva molto potere e regolava la sua sfera di attività. Già il 10 luglio 1729 fu promosso colonnello. L'eccellente reputazione e posizione di Walrave si basavano in particolare sui suoi successi come costruttore di fortezze a Magdeburgo, Stettino e Wesel. Godeva anche di un'ottima reputazione al di fuori della Prussia. Così realizzò anche la fortezza Kehl e la Fortezza di Magonza.
Quando nel 1733, in considerazione della situazione politicamente tesa che innescò la questione della successione polacca al trono dopo la morte di Augusto il Forte, la fortezza in rovina di Philippsburg doveva essere posta in uno stato difendibile, venne incaricato Walrave. La sua proposta fu accettata e premiata con un compenso di 1.000 (secondo Bonin anche 3.000) ducati, e lui stesso fu incaricato di eseguire il lavoro, per il quale il re Federico Guglielmo gli concesse il permesso. Nell'agosto 1733 giunse alla fortezza, impartì i suoi ordini, per l'attuazione dei quali erano subordinati gli ufficiali di ingegneria austriaci e prussiani e ancora in ottobre, quando temeva per la sua incolumità a causa del temuto avvicinamento dei francesi. Nel frattempo si era reso estremamente impopolare sia presso le autorità che tra i cittadini della città. Il luogotenente del feldmaresciallo imperiale, Gottfried Ernst von Wutgenau, che arrivò poco dopo e difese valorosamente la fortezza, ebbe ad esprimere una serie di lamentele sui piani di Walrave e propose alcuni cambiamenti.
Nel corpo degli ufficiali prussiani, Walrave era considerato un novellino e un outsider. Sebbene dotato di un talento innegabilmente straordinario come ingegnere e capomastro, fu il suo carattere prepotente e vendicativo, nonché uno stile di vita sregolato che gli valsero numerose ostilità. In tal modo, trasferì le proprie avversioni personali al ministero e sfruttò le opportunità di arricchimento personale in un modo considerato indecente. Varie denunce contro Walrave richiedevano l'intervento del re, ma Federico Guglielmo non ritirò mai il suo favore all'ingegnoso ufficiale ingegnere. Anche il suo successore Federico II espresse inizialmente il suo apprezzamento per Walrave, di cui aveva urgentemente bisogno per il rafforzamento delle fortezze acquisite di recente durante le guerre di Slesia. Con brevetto del 4 maggio 1741 Walrave fu nominato maggiore generale, ricevette l'onorificenza dell'ordine di recente istituzione, Pour le Mérite, e creò un reggimento di pionieri a Nysa che portava il suo nome. Dopo la prima guerra di Slesia, fu incaricato, dal re Federico II, di rinnovare ed espandere la fortezza di Glatz.
Durante la seconda guerra di Slesia, Walrave avrebbe dovuto ripristinare le fortificazioni della città conquistata di Praga. Come "de facto" al comando di Praga, ottenne il permesso di depredare il palazzo del conte Gallas, con grande fastidio degli ufficiali prussiani, che, contrariamente al re, non approvava questo comportamento, Walrave fece trasferire i ricchi oggetti domestici, dipinti e argenteria nella sua tenuta Liliput vicino a Hohenwarthe sull'Elba.
Dopo la pace di Dresda, la stella di Walrave cadde molto rapidamente. Il re gli diede l'onorevole compito di redigere un trattato sulla difesa delle piazze fortificate, che Walrave scrisse, il 19 novembre 1747 lo presentò al re e ricevette la sua piena approvazione, ma presto la rovina sarebbe caduta su di lui. A causa del suo stile di vita sontuoso, andò in bancarotta e dovette vendere i suoi tesori d'arte. A tal proposito entrò in contatto con l'inviato sassone von Bülow e l'inviato russo von Keyserlingk. Inoltre, si dice che l'ambasciatore austriaco Bernes avesse cercato di convincere Walrave a trasferirsi al servizio dell'Austria. Tutto ciò destò il sospetto del re, e incaricò il suo aiutante generale, Hans Karl von Winterfeldt, di condurre un'indagine su Walrave. Venne così alla luce l'appropriazione indebita di Walrave. Già il 29 gennaio 1748, Winterfeldt riferì al re che Walrave era stato chiaramente condannato per aver barato per una cifra di 41.612 talleri. Il 10 febbraio 1748, Walrave fu arrestato a Berlino quando stava per partire per Liliput in compagnia degli ambasciatori russo e sassone per visitare la collezione d'arte che sarebbe stata in vendita il giorno successivo. Fu portato a Magdeburgo, dove fu tenuto in stretto isolamento nelle casematte dello Sternschanze, senza contatti diretti o scritti con altre persone fuori dalla prigione. Alla moglie fu concesso il permesso di rendergli visita, ma a condizione che rimanesse in prigione fino alla fine della vita del marito, senza alcun contatto esterno. Ella rifiutò e si trasferì a casa sua a Nysa. Walrave trascorse i restanti 25 anni della sua vita in prigionia a Magdeburgo, senza processo o giudizio. Lì morì all'età di 81 anni il 16 gennaio 1773.

## Nella cultura popolare
- Nel 1980, la caduta di Walrave è stata oggetto della commedia televisiva Der Fall Walrawe su ZDF con Werner Kreindl nel ruolo principale.
- Il romanzo Die Südseeinsel (1923) di Hans Franck rappresenta una libera interpretazione del destino di Walrave.